# Pegel in Frankfurt (Oder)
In Frankfurt (Oder) gibt es fünf Pegel; zwei am Fluss Oder und drei am Bach Klinge.

## Pegel an der Oder

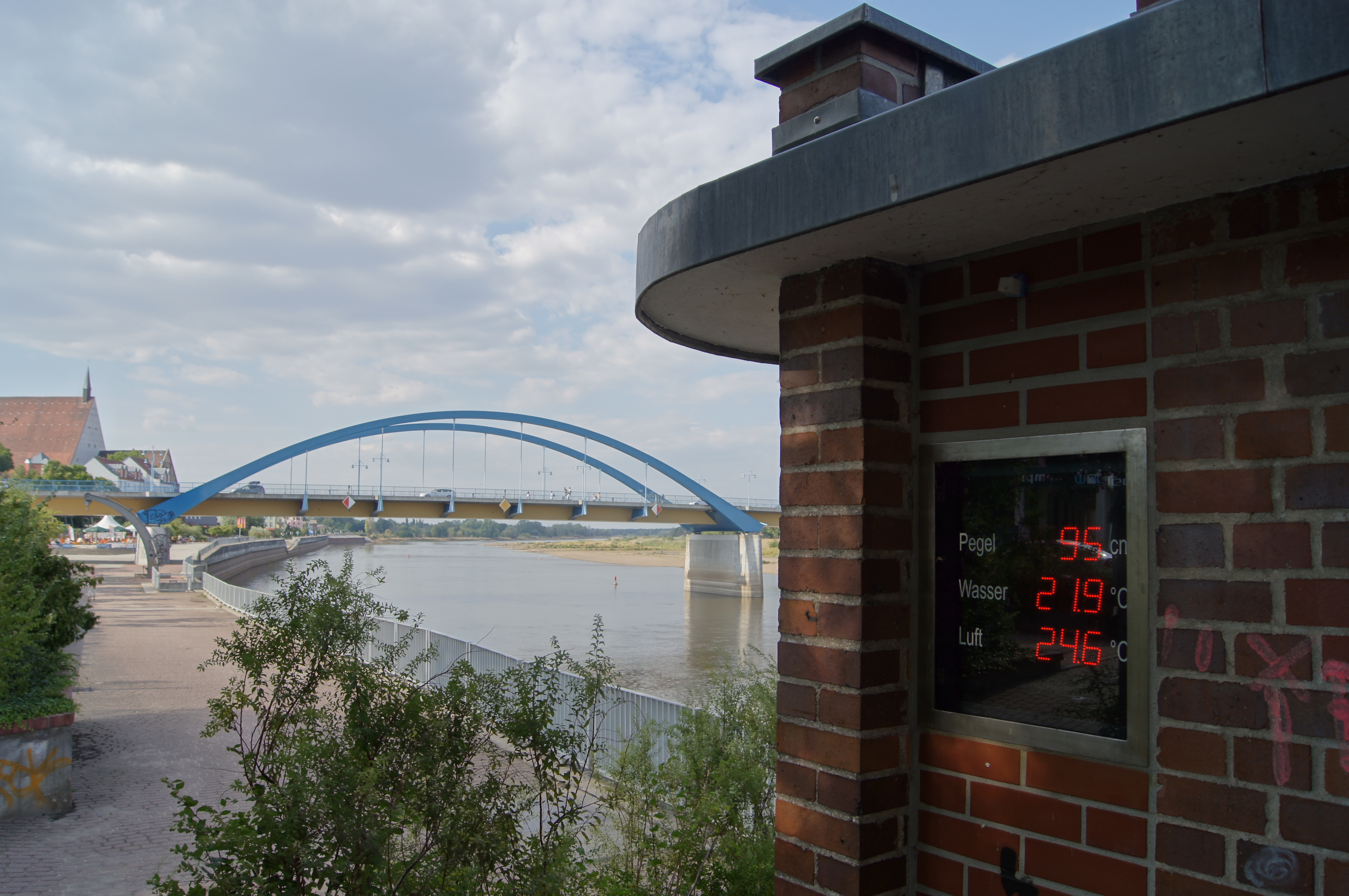
Anzeigetafel des Pegels Frankfurt (Oder)

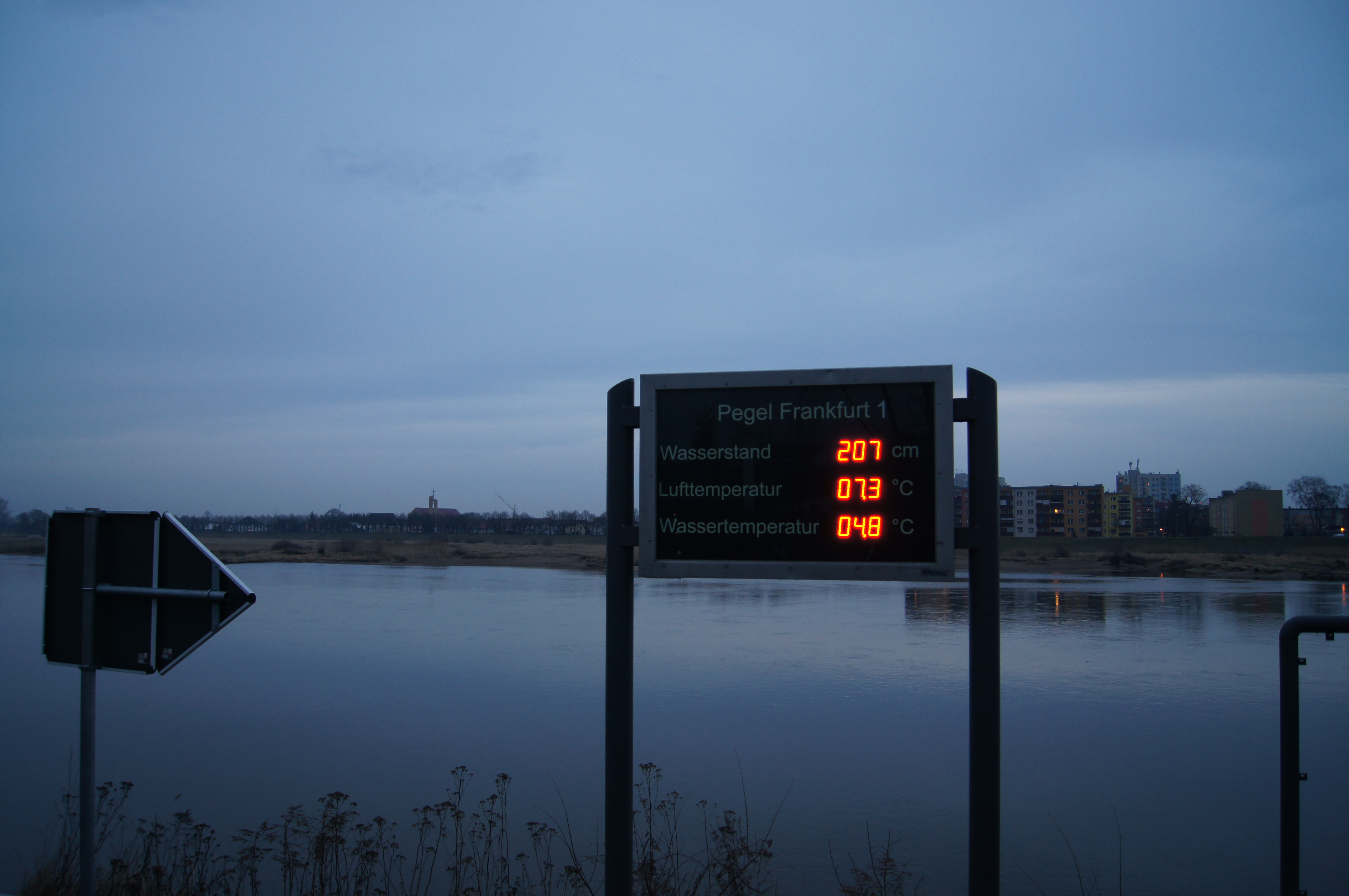
Anzeigetafel des Pegels Frankfurt 1 (Oder)

Seit dem 1. Oktober 1810 bis zum Jahr 1824 erfolgten in Frankfurt regelmäßige Wasserstandsbeobachtungen der Oder an einem Pegel an der Straßenbrücke. Wegen eines Brückenbrandes im Jahr 1813 fehlen Beobachtungen für den Zeitraum 24. Februar bis 5. März 1813. Von 1824 bis Ende 1874 wurde der Wasserstand an einem Pegel an der Mauer des Packhofs abgelesen. Der Nullpunkt des Pegels wurde am 29. Mai 1841 um 3 cm tiefer gelegt. Vom 1. Januar  1875 bis zum 31. März 1896 erfolgten die Wasserstandsbeobachtungen an einem Pegel der alten Frankfurter Brücke. Ab dem 1. Juni 1896 wurde der Wasserstand an einem Pegel an der in diesem Jahr neu gebauten Frankfurter Straßenbrücke abgelesen. Der neue Standort lag 130 m flussaufwärts der alten Straßenbrücke am linken Oderufer bei Flusskilometer 584 und wurde bis ins 21. Jahrhundert hinein beibehalten.
Heute werden die Beobachtungen 1,3 km stromabwärts an einem Schrägpegel mit schräg entlang der Uferböschung installierte Pegellatten durchgeführt, der die Bezeichnung „Pegel Frankfurt 1 (Oder)“ trägt. Er wurde in den Jahren 2003/04 errichtet und mit einem Schreibpegel ausgerüstet. Der Betrieb erfolgte zunächst parallel zum alten Pegel. Seit Beginn des Abflussjahres 2006 gelten die Wasserstandsbeobachtungen am neuen Pegel „Frankfurt 1 (Oder)“ als maßgeblich. Die Pegelbeobachtungen am historischen Standort wurden zum 1. November 2007 eingestellt.
Die Wasserstandsbeobachtungen am Pegel Frankfurt (Oder) sind ab dem Abflussjahr 1901 durchgängig im Gewässerkundlichen Jahrbuch dokumentiert, lediglich für den Zeitraum Januar bis Juni 1945 existieren keine Einträge.
| Zeitraum             | Höhe über NN in m | Anmerkung                                                                                         |
| -------------------- | ----------------- | ------------------------------------------------------------------------------------------------- |
| vor 1. November 1936 | 18,516            |                                                                                                   |
| ab 1. November 1936  | 17,52             | Tieferlegung des Pegelnullpunktes am 7. Juli 1937, rückwirkend ab Beginn des Abflussjahres gültig |
| ab 1. November 1994  | 17,53             |                                                                                                   |
| ab 1. November 2005  | 17,20             | neuer Pegel Frankfurt 1 (Oder)                                                                    |

- Pegel Frankfurt (Oder) , Pegelkennzahl 6030300, Betreiber: Landesamt für Umwelt, sporadische Messung des Durchflusses, Hochwassermeldepegel, Pegel wird im Deutschen Gewässerkundlichen Jahrbuch geführt, Gewässerkennzahl im digitalen Gewässernetz: 6, Einzugsgebietskennzahl im digitalen Einzugsgebietsdatensatz: 679151, Einzugsgebietsgröße des Pegels: 53.492,78 km², Entfernung zur Quelle: 421,77 km
- Pegel Frankfurt 1 (Oder) , Pegelkennzahl 6030300, Oder, Betreiber: Wasser- und Schifffahrtsverwaltung des Bundes, Pegel wird im Deutschen Gewässerkundlichen Jahrbuch geführt

## Pegel an der Klinge

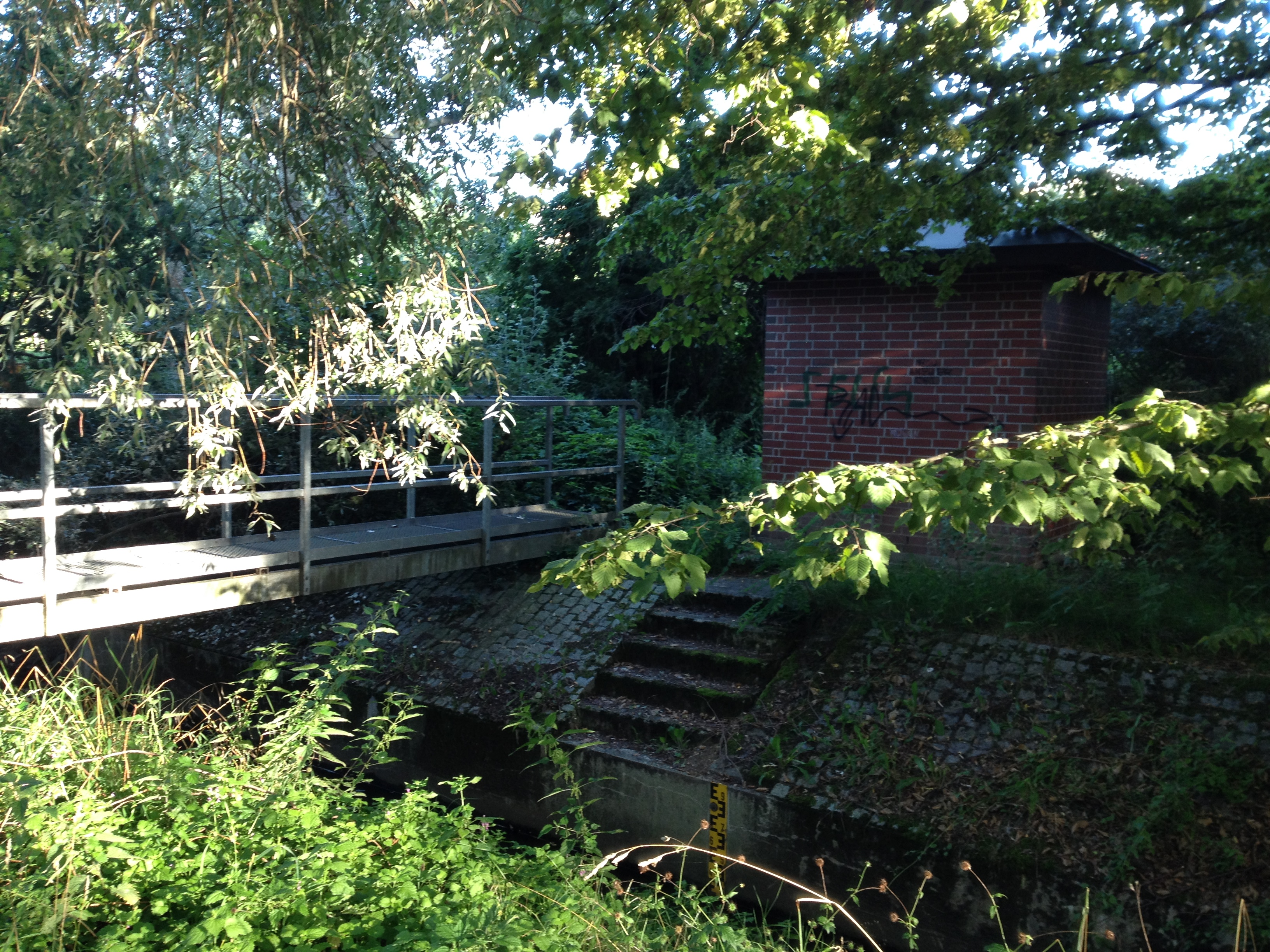
Pegel Frankfurt (Oder) Beckmannstraße

- Pegel Frankfurt (Oder) BeckmannstraßePegel Frankfurt (Oder) Beckmannstraße , Pegelkennzahl 6919600, Betreiber: Landesamt für Umwelt, Messung des Durchflusses, Gewässerkennzahl im digitalen Gewässernetz: 67916, Einzugsgebietskennzahl im digitalen Einzugsgebietsdatensatz: 6791691, Einzugsgebietsgröße des Pegels: 20,95 km², Entfernung zur Quelle: 7,012 km

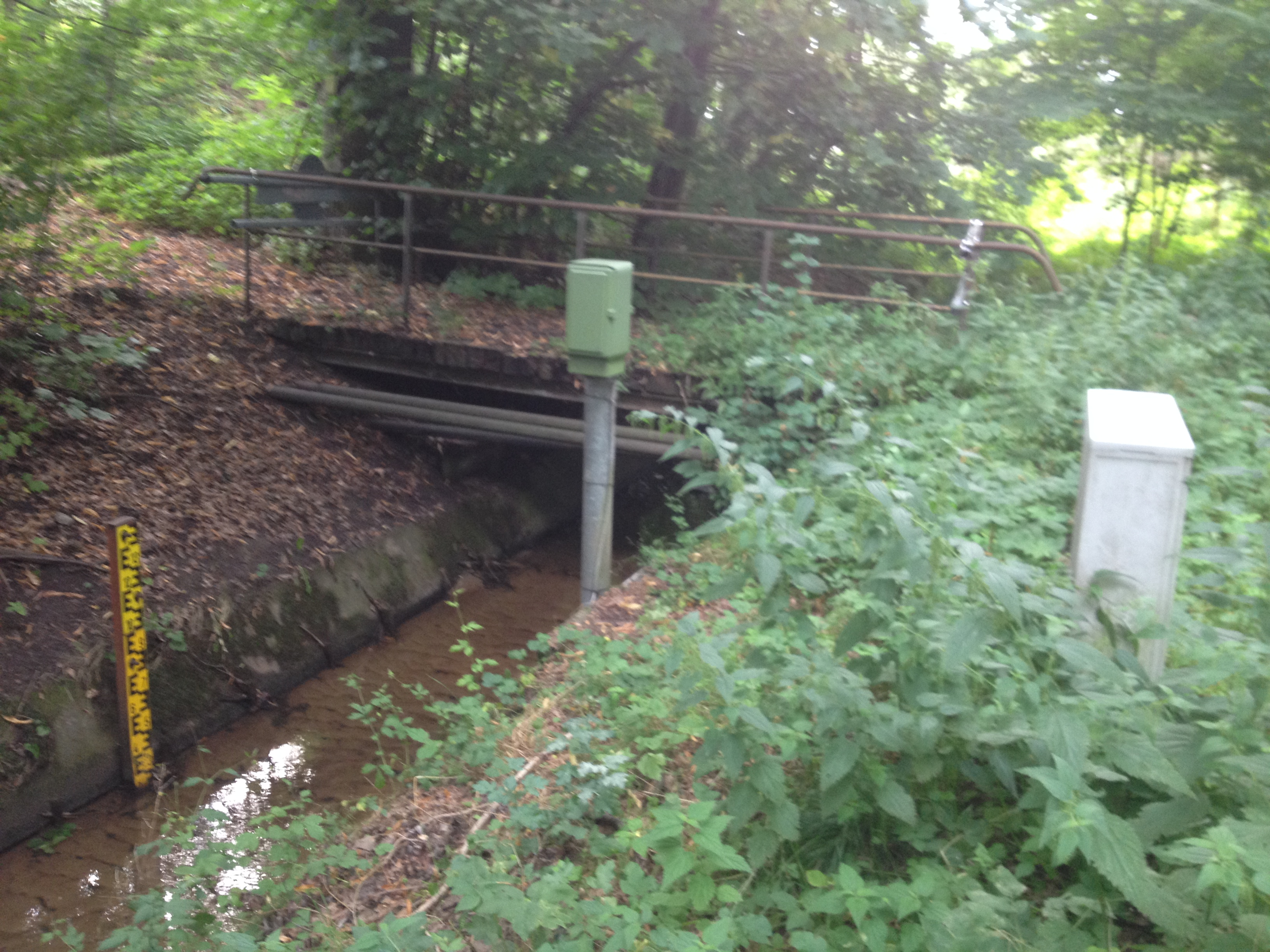
Pegel Frankfurt (Oder) Simonsmühle

- Pegel Frankfurt (Oder) SimonsmühlePegel Frankfurt (Oder) Simonsmühle , Pegelkennzahl 6919300, Betreiber: Landesamt für Umwelt, Messung des Durchflusses, Gewässerkennzahl im digitalen Gewässernetz: 67916, Einzugsgebietskennzahl im digitalen Einzugsgebietsdatensatz: 6791691, Einzugsgebietsgröße des Pegels: 13,91 km², Entfernung zur Quelle: 5,094 km

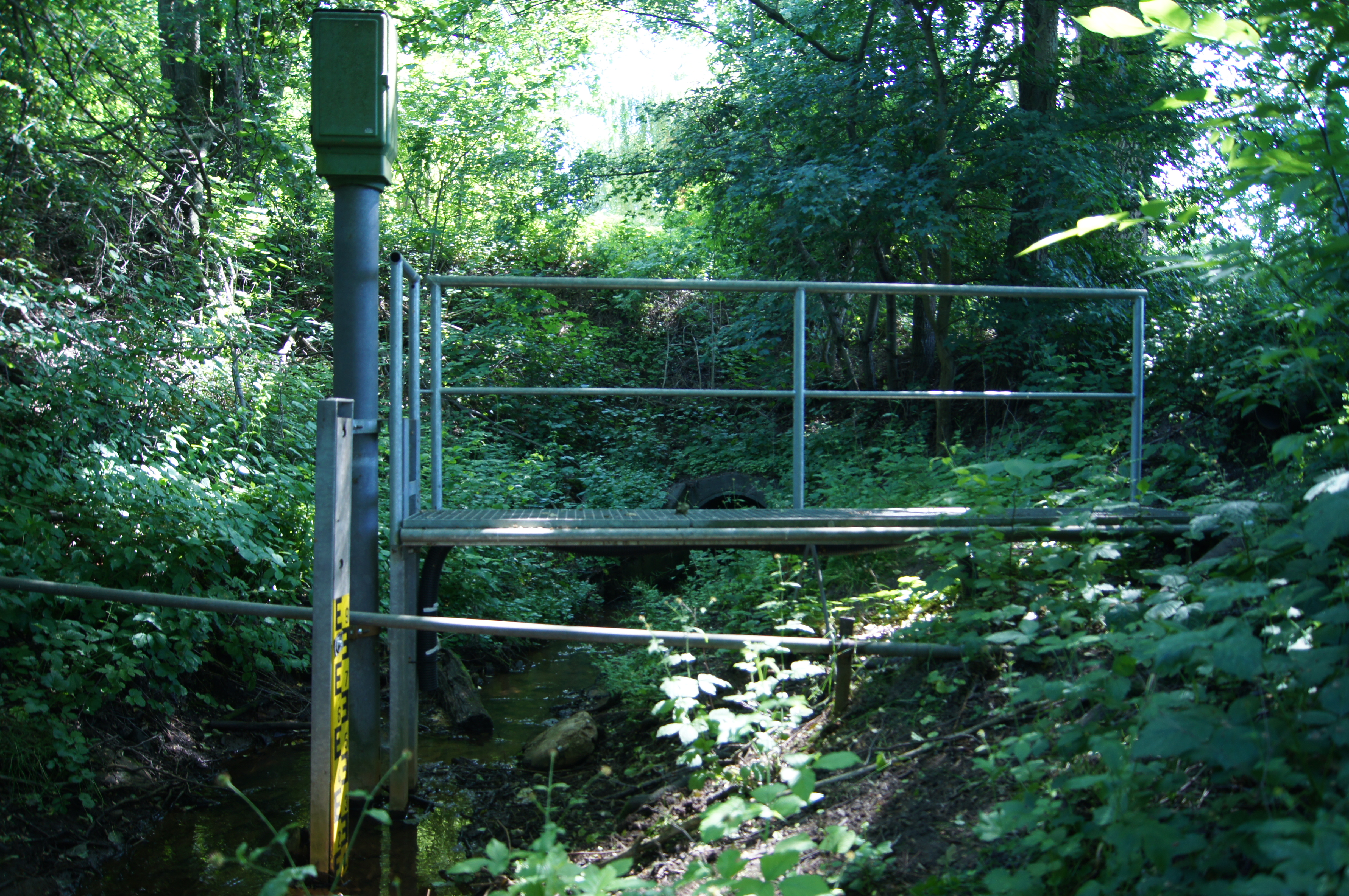
Pegel Frankfurt (Oder) Westkreuz

- Pegel Frankfurt (Oder) WestkreuzPegel Frankfurt (Oder) Westkreuz , Pegelkennzahl 6919100, Betreiber: Landesamt für Umwelt, Messung des Durchflusses, Gewässerkennzahl im digitalen Gewässernetz: 67916, Einzugsgebietskennzahl im digitalen Einzugsgebietsdatensatz: 6791611, Einzugsgebietsgröße des Pegels: 8,20 km², Entfernung zur Quelle: 2,434 km